# 9.ª etapa do Giro d'Italia de 2023
A 9.ª etapa do Giro d'Italia de 2023 teve lugar a 14 de maio de 2023 e consistiu numa contrarrelógio individual com início no município de Savignano sul Rubicone e final na cidade de Cesena sobre um percurso de 35 km. Esta foi vencida pelo belga Remco Evenepoel da equipa Soudal Quick-Step, recuperando ademais a liderança da prova.

## Classificação da etapa
| Savignano sul Rubicone - Cesena | contrarrelógio individual | (35 km) |

| \| Classificação por etapas \| Classificação por etapas \| Classificação por etapas \| Classificação por etapas \| Classificação por etapas \| \| Ciclista \| Ciclista \| Equipe \| Tempo \| \| \| ------------------------ \| ------------------------ \| ------------------------ \| ------------------------ \| ------------------------ \| \| 1. \| Remco Evenepoel \| Soudal Quick-Step \| 41m24s \| \| \| 2. \| Geraint Thomas \| Ineos Grenadiers \| + 1s \| \| \| 3. \| Tao Geoghegan Hart \| Ineos Grenadiers \| + 2s \| \| \| 4. \| Stefan Küng \| Groupama-FDJ \| + 4s \| \| \| 5. \| Bruno Armirail \| Groupama-FDJ \| + 8s \| \| \| 6. \| Primož Roglič \| Jumbo-Visma \| + 17s \| \| \| 7. \| Thymen Arensman \| Ineos Grenadiers \| + 24s \| \| \| 8. \| Aleksandr Vlasov \| Bora-Hansgrohe \| + 30s \| \| \| 9. \| João Almeida \| UAE Team Emirates \| + 35s \| \| \| 10. \| Damiano Caruso \| Bahrain Victorious \| + 42s \| \| |                    |                    |        |
| |                    |                    |        |
| Fonte: ProCyclingStats |                    |                    |        |
| Classificação por etapas |                    |                    |        |
| Ciclista | Ciclista           | Equipe             | Tempo  |
| 1. | Remco Evenepoel    | Soudal Quick-Step  | 41m24s |
| 2. | Geraint Thomas     | Ineos Grenadiers   | + 1s   |
| 3. | Tao Geoghegan Hart | Ineos Grenadiers   | + 2s   |
| 4. | Stefan Küng        | Groupama-FDJ       | + 4s   |
| 5. | Bruno Armirail     | Groupama-FDJ       | + 8s   |
| 6. | Primož Roglič      | Jumbo-Visma        | + 17s  |
| 7. | Thymen Arensman    | Ineos Grenadiers   | + 24s  |
| 8. | Aleksandr Vlasov   | Bora-Hansgrohe     | + 30s  |
| 9. | João Almeida       | UAE Team Emirates  | + 35s  |
| 10. | Damiano Caruso     | Bahrain Victorious | + 42s  |

## Classificações ao final da etapa

### Classificação geral(Maglia Rosa)
| \| Classificação geral \| Classificação geral \| Classificação geral \| Classificação geral \| Classificação geral \| \| Ciclista \| Ciclista \| Equipe \| Tempo \| \| \| ------------------- \| ------------------- \| ------------------- \| ------------------- \| ------------------- \| \| 1. \| Remco Evenepoel \| Soudal Quick-Step \| 34h33m42s \| \| \| 2. \| Geraint Thomas \| Ineos Grenadiers \| + 45s \| \| \| 3. \| Primož Roglič \| Jumbo-Visma \| + 47s \| \| \| 4. \| Tao Geoghegan Hart \| Ineos Grenadiers \| + 50s \| \| \| 5. \| João Almeida \| UAE Team Emirates \| + 1m07s \| \| \| 6. \| Andreas Leknessund \| Team DSM \| + 1m07s \| \| \| 7. \| Aleksandr Vlasov \| Bora-Hansgrohe \| + 1m48s \| \| \| 8. \| Damiano Caruso \| Bahrain Victorious \| + 2m13s \| \| \| 9. \| Lennard Kämna \| Bora-Hansgrohe \| + 2m37s \| \| \| 10. \| Pavel Sivakov \| Ineos Grenadiers \| + 3m00s \| \| |                    |                    |           |
| |                    |                    |           |
| Fonte: ProCyclingStats |                    |                    |           |
| Classificação geral |                    |                    |           |
| Ciclista | Ciclista           | Equipe             | Tempo     |
| 1. | Remco Evenepoel    | Soudal Quick-Step  | 34h33m42s |
| 2. | Geraint Thomas     | Ineos Grenadiers   | + 45s     |
| 3. | Primož Roglič      | Jumbo-Visma        | + 47s     |
| 4. | Tao Geoghegan Hart | Ineos Grenadiers   | + 50s     |
| 5. | João Almeida       | UAE Team Emirates  | + 1m07s   |
| 6. | Andreas Leknessund | Team DSM           | + 1m07s   |
| 7. | Aleksandr Vlasov   | Bora-Hansgrohe     | + 1m48s   |
| 8. | Damiano Caruso     | Bahrain Victorious | + 2m13s   |
| 9. | Lennard Kämna      | Bora-Hansgrohe     | + 2m37s   |
| 10. | Pavel Sivakov      | Ineos Grenadiers   | + 3m00s   |

### Classificação por pontos(Maglia Ciclamino)
| Classificação por pontos | Classificação por pontos | Classificação por pontos | Classificação por pontos | Classificação por pontos |
| Ciclista                 | Ciclista                 | Equipe                   | Pontos                   |                          |
| ------------------------ | ------------------------ | ------------------------ | ------------------------ | ------------------------ |
| 1.                       | Jonathan Milan           | Bahrain Victorious       | 113 pts                  |                          |
| 2.                       | Kaden Groves             | Alpecin-Deceuninck       | 100 pts                  |                          |
| 3.                       | Mads Pedersen            | Trek-Segafredo           | 89 pts                   |                          |
| 4.                       | Michael Matthews         | Team Jayco AlUla         | 57 pts                   |                          |
| 5.                       | Remco Evenepoel          | Soudal Quick-Step        | 37 pts                   |                          |
| 6.                       | Aurélien Paret-Peintre   | AG2R Citroën Team        | 33 pts                   |                          |
| 7.                       | Vincenzo Albanese        | Eolo-Kometa              | 32 pts                   |                          |
| 8.                       | Ben Healy                | EF Education-EasyPost    | 29 pts                   |                          |
| 9.                       | Toms Skujiņš             | Trek-Segafredo           | 28 pts                   |                          |
| 10.                      | Davide Bais              | Eolo-Kometa              | 27 pts                   |                          |

### Classificação da montanha(Maglia Azzurra)
| Classificação da montanha | Classificação da montanha | Classificação da montanha  | Classificação da montanha | Classificação da montanha |
| Ciclista                  | Ciclista                  | Equipe                     | Pontos                    |                           |
| ------------------------- | ------------------------- | -------------------------- | ------------------------- | ------------------------- |
| 1.                        | Davide Bais               | Eolo-Kometa                | 86 pts                    |                           |
| 2.                        | Thibaut Pinot             | Groupama-FDJ               | 50 pts                    |                           |
| 3.                        | Karel Vacek               | Team Corratec-Selle Italia | 36 pts                    |                           |
| 4.                        | Simone Petilli            | Intermarché-Circus-Wanty   | 32 pts                    |                           |
| 5.                        | Amanuel Gebrezgabihier    | Trek-Segafredo             | 26 pts                    |                           |
| 6.                        | Ben Healy                 | EF Education-EasyPost      | 24 pts                    |                           |
| 7.                        | Aurélien Paret-Peintre    | AG2R Citroën Team          | 22 pts                    |                           |
| 8.                        | Francesco Gavazzi         | Eolo-Kometa                | 18 pts                    |                           |
| 9.                        | Warren Barguil            | Arkéa-Samsic               | 16 pts                    |                           |
| 10.                       | Alessandro De Marchi      | Team Jayco AlUla           | 15 pts                    |                           |

### Classificação dos jovens(Maglia Bianca)
| Classificação dos jovens | Classificação dos jovens | Classificação dos jovens | Classificação dos jovens | Classificação dos jovens |
| Ciclista                 | Ciclista                 | Equipe                   | Tempo                    |                          |
| ------------------------ | ------------------------ | ------------------------ | ------------------------ | ------------------------ |
| 1.                       | Remco Evenepoel          | Soudal Quick-Step        | 34h33m42s                |                          |
| 2.                       | João Almeida             | UAE Team Emirates        | + 1m07s                  |                          |
| 3.                       | Andreas Leknessund       | Team DSM                 | + 1m07s                  |                          |
| 4.                       | Thymen Arensman          | Ineos Grenadiers         | + 3m17s                  |                          |
| 5.                       | Santiago Buitrago        | Bahrain Victorious       | + 5m25s                  |                          |
| 6.                       | Einer Rubio              | Movistar Team            | + 7m27s                  |                          |
| 7.                       | Ilan Van Wilder          | Soudal Quick-Step        | + 12m52s                 |                          |
| 8.                       | Alexander Cepeda         | EF Education-EasyPost    | + 14m30s                 |                          |
| 9.                       | Filippo Zana             | Team Jayco AlUla         | + 14m31s                 |                          |
| 10.                      | Michel Hessmann          | Jumbo-Visma              | + 18m57s                 |                          |

### Classificação por equipas"Super team"
| Classificação por equipes | Classificação por equipes | Classificação por equipes | Classificação por equipes |
| Equipe                    | Equipe                    | Tempo                     |                           |
| ------------------------- | ------------------------- | ------------------------- | ------------------------- |
| 1.                        | Ineos Grenadiers          | 103h43m30s                |                           |
| 2.                        | Bahrain Victorious        | + 6m19s                   |                           |
| 3.                        | EF Education-EasyPost     | + 7m08s                   |                           |
| 4.                        | Jumbo-Visma               | + 8m09s                   |                           |
| 5.                        | UAE Team Emirates         | + 9m38s                   |                           |
| 6.                        | Bora-Hansgrohe            | + 9m54s                   |                           |
| 7.                        | Soudal Quick-Step         | + 16m39s                  |                           |
| 8.                        | Groupama-FDJ              | + 25m54s                  |                           |
| 9.                        | Israel-Premier Tech       | + 27m05s                  |                           |
| 10.                       | Movistar Team             | + 28m08s                  |                           |

## Abandonos
- Davide Cimolai (Cofidis) não tomou a saída.